# Mentikan
Mentikan is een bestuurslaag in het regentschap Mojokerto van de provincie Oost-Java, Indonesië. Mentikan telt 5977 inwoners (volkstelling 2010).